# بهجت‌آباد (تهران)

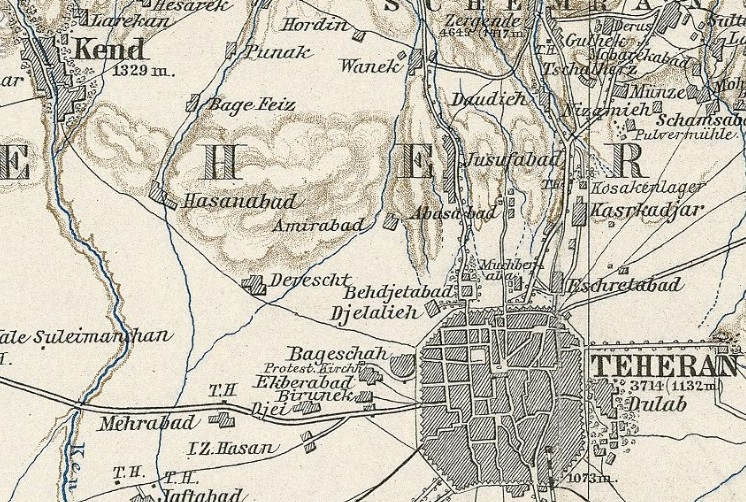
بهجت آباد در نقشه سال ۱۲۷۹ خورشیدی. نام بهجت آباد در بالای تهران (Behdjatabad) در مرکز نقشه موجود است. (شهر قدیم تهران در پایین نقشه)

بـِهجَت‌آباد نام محله‌ای در مرکز شهر تهران است که در محدوده شهرداری منطقه۶ قرار دارد. محله بهجت‌آباد به شکل یک سه‌گوش در میان خیابان میرزای شیرازی، خیابان ولی عصر (پهلوی سابق) و بلوار کریمخان زند و نقطه برخورد آن‌ها در میدان ولی عصر، قرار گرفته‌است. ساختمان‌های مسکونی چندین‌طبقه درون این محله نیز با نام آپارتمان‌های بهجت‌آباد معروفند. آپارتمان‌های بهجت آباد که با نام مجموعه بهجت‌آباد هم شناخته می‌شوند به همراه آپارتمان‌های ساعی جزو نخستین بناهای بلند مسکونی در ایران هستند که بین سال‌های ۱۳۴۳ تا ۱۳۴۹، بین خیابان حافظ و vvvپهلوی سابق ساخته شدند. همچنین یک پارک و یک قنات در منطقه، نام بهجت‌آباد بر خود دارند.
واژه بهجت به معنی سرور و شادی است.

## تاریخچه
آبادی و بنیاد بهجت‌آباد در سال قحطی ۱۲۸۸ قمری به دست میرزایوسف مستوفی‌الممالک آشتیانی، صدر اعظم، صورت گرفته‌است.∗ بهجت‌آباد به نام یکی از دخترهای میرزایوسف که همسر جلال‌الدوله پسر مسعودمیرزا ظل‌السلطان است خوانده شد. محدوده بهجت‌آباد قدیم در میان جاده تهران به عباس‌آباد، زمین‌های جلالیه، زمین‌های یوسف‌آباد و خندق ناصری تهران قرار داشت. در بخش شمالی، زمین‌های بهجت‌آباد در محدوده میان مجسمه فردوسی تا چهارراه پهلوی (چهارراه انقلاب امروزی) و زمین‌های فیشرآباد قرار داشت.
نصرالله حدادی درباره‌اش در «طهران قدیم» می‌نویسد:
میرزایوسف مستوفی‌الممالک، اراضی بالادست محله سنگلج را تا فاصله بالای آب کرج در تیول خود داشت. او بخشی از آن را به پسرش «حسن مستوفی‌الممالک» بخشید و باغ حسن‌آباد، واقع در همین حوالی میدان حسن‌آباد ساخته شد. در بالادست میدان، یوسف‌آباد شکل گرفت و در انتها به محله بهجت‌آباد که اقلیت ارامنه در آن زندگی می‌کردند، ختم می‌شد که تماماً جزو مایملک میرزا یوسف مستوفی الممالک بود.
نخست، زمین‌های بهجت‌آباد به عنوان محل ساخت دانشگاه تهران در نظر گرفته شده‌بود ولی به خاطر سیل‌گیر بودن زمین‌های آن و عرصه کم محدوده‌اش، به دستور رضاشاه دانشگاه تهران را در زمین‌های باغ جلالیه ساختند.∗ در قدیم شرکت اتوبوسرانی تی‌بی‌تی گاراژی هم در بهجت‌آباد داشت. در سال ۱۳۰۷ خورشیدی، کالج آمریکایی تهران از ساختمان قدیمی خود در خیابان قوام‌السلطنه به ساختمانی نوساز در اراضی بهجت‌آباد کوچید.

## اماکن مهم
- پارک بهجت‌آباد (ابن سینا)
- سازمان فناوری اطلاعات و ارتباطات شهرداری تهران
- سازمان صنایع دستی
- دانشگاه آزاد
- بازار بهجت‌آباد
- پارکینگ طبقاتی بهجت‌آباد
- شرکت آب و فاضلاب
- مرکز تلفن رجایی
- بنیاد شهید
- نمایشگاه کتاب پارک پزشک
- خبر آنلاین
- بیمارستان یاس

## خیابان‌های مهم
- خیابان ولیعصر
- خیابان حافظ
- خیابان استاد نجات الهی
- بلوار کریم‌خان زند (تهران)
- خیابان شهید مطهری
- خیابان میرزای شیرازی
- خیابان زرتشت
- خیابان لارستان
- خیابان سربداران
- خیابان شهید دکتر عضدی[۵]